# John M. Koenig

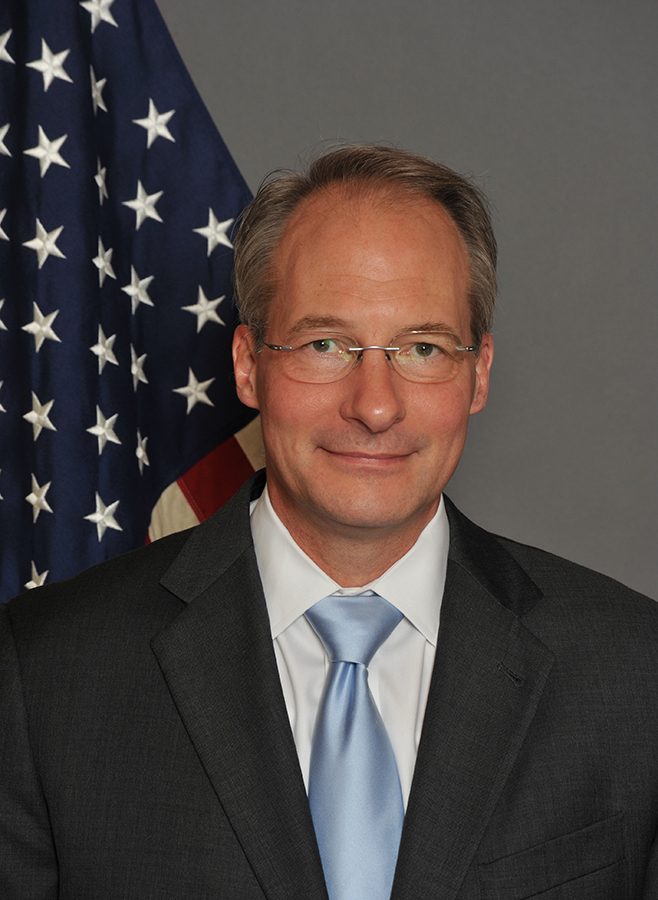
John M. Koenig, vor 2014

John M. Koenig (* 24. September 1958 in Tacoma) ist ein US-amerikanischer Diplomat. Von 2012 bis 2015 war er Botschafter in Zypern im Rang eines Gesandten-Botschaftsrates. Von 2006 bis 2009 war er als Gesandter bzw. Geschäftsträger stellvertretender Botschafter der Vereinigten Staaten in Deutschland.

## Leben
John Koenig studierte Anthropologie an der University of Washington (Bachelor of Arts) und Auswärtige Beziehungen an der Johns Hopkins University (Master of Arts). 1984 trat er in den Auswärtigen Dienst.
Von 1984 bis 1985 war John M. Koenig an der US-Botschaft in Manila als Vizekonsul akkreditiert, von 1985 bis 1987 war Koenig an der US-Botschaft in Ost-Berlin akkreditiert. Von 1988 bis 1989 wurde Koenig in der Abteilung Ostasien und Pazifik im State Department in Washington, D.C. und im Lagezentrum beschäftigt. 1990 war Koenig Assistant Attorney General des Bundesstaates Florida als sein Sohn Ted geboren wurde.
Von 1990 bis 1993 war Koenig an der Botschaft in Jakarta akkreditiert, als 1992 sein Sohn Alexander geboren wurde. Von 1994 bis 1997 war er an der Botschaft in Nikosia akkreditiert, von 1997 bis 2000 an der Botschaft in Athen. Von 2000 bis 2003 war Koenig Generalkonsul in Thessaloniki. Das US-Generalkonsulat veranstaltete auf dem Gelände der Internationalen Messe Thessaloniki die “Honored Nation – USA”.
Von 2003 bis 2006 war Koenig Stellvertreter des Botschafters bei der NATO in Brüssel. In Brüssel warb Koenig für mehr Engagement in Afghanistan und suchte im islamischen Teil der ehemaligen Sowjetunion nach neuen NATO-Partnern.
2005 war er fünf Monate Geschäftsträger bei der NATO. In dieser Zeit unterstützte die NATO die Humanitäre Intervention der Mission der Afrikanischen Union in Sudan. Am 14. August 2006 wurde Koenig Stellvertreter des Botschafters William Timken in Berlin.
Im Jahre 2007 besprach John M. Koenig im Bundeskanzleramt mögliche langfristige negative Folgen für das Image der deutsch-amerikanischen Beziehungen, falls die Entführung von Khaled al-Masri durch den Geheimdienst CIA aufgeklärt würde. Oberstaatsanwalt August Stern ließ mitteilen, er habe sich „durch den Druck der Medien gezwungen gefühlt“, die Haftbefehle gegen die Entführer auszustellen. Die Identitäten der Entführer waren von Journalisten ermittelt worden.
Von September 2009 bis 2012 war Koenig politischer Berater in Neapel.